# Fußball-Bundesliga 2016-2017
La Bundesliga 2016-2017 è stata la 54ª edizione (107ª totale) del campionato di calcio tedesco. Il campionato, iniziato il 26 agosto 2016 ed è terminato il 20 maggio 2017, si è conclusa con la vittoria finale del Bayern Monaco, che ha conquistato il suo ventisettesimo titolo, il quinto consecutivo. Capocannoniere del torneo è stato Pierre-Emerick Aubameyang del Borussia Dortmund con 31 reti.

## Stagione

### Novità
Le squadre neo-promosse nel campionato tedesco sono il Friburgo e il RB Lipsia, che sostituiscono le due squadre retrocesse della stagione precedente (l'Hannover 96 e lo Stoccarda).
Con l'ingresso dell'RB Lipsia inoltre la massima serie tedesca torna ad includere un club basato nel territorio dell'ex Repubblica Democratica Tedesca (seppur nato ben dopo la sua dissoluzione), a distanza di sette anni dalla retrocessione dell'Energie Cottbus.

### Formula
- Le 18 squadre si affrontano in un girone di andata e ritorno per un totale di 34 giornate.
- Le prime tre squadre classificate saranno ammesse alla fase a gironi della UEFA Champions League 2017-2018 mentre la quarta classificata dovrà disputare gli spareggi (percorso Piazzate).
- La quinta e la sesta classificata saranno ammesse rispettivamente alla fase a gironi e al terzo turno di qualificazione della UEFA Europa League 2017-2018.
- La terzultima classificata dovrà disputare uno spareggio promozione-retrocessione contro la terza classificata della 2. Fußball-Bundesliga 2016-2017.
- Le ultime due squadre classificate saranno retrocesse direttamente in 2. Fußball-Bundesliga 2017-2018.

## Squadre partecipanti
| Club                  | Stagione | Città                 | Stadio                   | Stagione precedente       |
| --------------------- | -------- | --------------------- | ------------------------ | ------------------------- |
| Amburgo               | dettagli | Amburgo               | Volksparkstadion         | 10º posto in Bundesliga   |
| Augusta               | dettagli | Augusta               | WWK Arena                | 12º posto in Bundesliga   |
| Bayer Leverkusen      | dettagli | Leverkusen            | BayArena                 | 3º posto in Bundesliga    |
| Bayern Monaco         | dettagli | Monaco di Baviera     | Allianz Arena            | Campione di Germania      |
| Borussia Dortmund     | dettagli | Dortmund              | Signal Iduna Park        | 2º posto in Bundesliga    |
| Borussia M'gladbach   | dettagli | Mönchengladbach       | Stadion im Borussia-Park | 4º posto in Bundesliga    |
| Colonia               | dettagli | Colonia               | RheinEnergieStadion      | 9º posto in Bundesliga    |
| Darmstadt             | dettagli | Darmstadt             | Stadion am Böllenfalltor | 14º posto in Bundesliga   |
| Eintracht Francoforte | dettagli | Francoforte sul Meno  | Commerzbank-Arena        | 16º posto in Bundesliga   |
| Friburgo              | dettagli | Friburgo in Brisgovia | Mage Solar Stadion       | 1º posto in 2. Bundesliga |
| Hertha Berlino        | dettagli | Berlino               | Olympiastadion           | 7º posto in Bundesliga    |
| Hoffenheim            | dettagli | Sinsheim              | Rhein-Neckar-Arena       | 15º posto in Bundesliga   |
| Ingolstadt 04         | dettagli | Ingolstadt            | Audi Sportpark           | 11º posto in Bundesliga   |
| RB Lipsia             | dettagli | Lipsia                | Red Bull Arena           | 2º posto in 2. Bundesliga |
| Magonza               | dettagli | Magonza               | Opel Arena               | 6º posto in Bundesliga    |
| Schalke 04            | dettagli | Gelsenkirchen         | Veltins-Arena            | 5º posto in Bundesliga    |
| Werder Brema          | dettagli | Brema                 | Weserstadion             | 13º posto in Bundesliga   |
| Wolfsburg             | dettagli | Wolfsburg             | Volkswagen-Arena         | 8º posto in Bundesliga    |

## Allenatori e primatisti
| Squadra             | Allenatore                                                                         | Calciatore più presente                         | Capocannoniere                                      |
| ------------------- | ---------------------------------------------------------------------------------- | ----------------------------------------------- | --------------------------------------------------- |
| Amburgo             | Bruno Labbadia (1ª-5ª) Markus Gisdol (6ª-34ª)                                      | Gōtoku Sakai (33)                               | Michael Gregoritsch, Nicolai Müller, Bobby Wood (5) |
| Augusta             | Dirk Schuster (1ª-14ª) Manuel Baum (15ª-34ª)                                       | Ji Dong-won (34)                                | Halil Altıntop (6)                                  |
| Bayer Leverkusen    | Roger Schmidt (1ª-23ª) Tayfun Korkut (24ª-34ª)                                     | Bernd Leno (34)                                 | Javier Hernández (11)                               |
| Bayern Monaco       | Carlo Ancelotti                                                                    | Robert Lewandowski (33)                         | Robert Lewandowski (30)                             |
| Borussia Dortmund   | Thomas Tuchel                                                                      | Pierre-Emerick Aubameyang, Ousmane Dembélé (32) | Pierre-Emerick Aubameyang (31)                      |
| Borussia M'gladbach | André Schubert (1ª-16ª) Dieter Hecking (17ª-34ª)                                   | Yann Sommer, Jannik Vestergaard (34)            | Lars Stindl (11)                                    |
| Colonia             | Peter Stöger                                                                       | Anthony Modeste (34)                            | Anthony Modeste (25)                                |
| Darmstadt           | Norbert Meier (1ª-13ª) Ramon Berndroth (14ª-16ª) Torsten Frings (17ª-34ª)          | Marcel Heller (32)                              | Antonio Čolak, Mario Vrančić (4)                    |
| E. Francoforte      | Niko Kovač                                                                         | Lukáš Hrádecký, Bastian Oczipka (33)            | Marco Fabián (7)                                    |
| Friburgo            | Christian Streich                                                                  | Alexander Schwolow (34)                         | Florian Niederlechner (11)                          |
| Hertha Berlino      | Pál Dárdai                                                                         | Rune Jarstein (34)                              | Vedad Ibišević (12)                                 |
| Hoffenheim          | Julian Nagelsmann                                                                  | Oliver Baumann (34)                             | Andrej Kramarić (15)                                |
| Ingolstadt 04       | Markus Kauczinski (1ª-10ª) Maik Walpurgis (11ª-34ª)                                | Pascal Groß, Darío Lezcano, Marvin Matip (33)   | Almog Cohen (7)                                     |
| RB Lipsia           | Ralph Hasenhüttl                                                                   | Péter Gulácsi, Stefan Ilsanker (33)             | Timo Werner (21)                                    |
| Magonza             | Martin Schmidt                                                                     | Giulio Donati (32)                              | Yunus Malli (6)                                     |
| Schalke 04          | Markus Weinzierl                                                                   | Ralf Fährmann (34)                              | Guido Burgstaller (9)                               |
| Werder Brema        | Viktor Skrypnyk (1ª-4ª) Alexander Nouri (5ª-34ª)                                   | Fin Bartels (31)                                | Max Kruse (15)                                      |
| Wolfsburg           | Dieter Hecking (1ª-7ª) Valérien Ismaël (8ª-22ª) Andries Jonker (23ª-34ª e playout) | Mario Gómez (33)                                | Mario Gómez (16)                                    |

## Classifica finale
|       | Pos. | Squadra               | Pt | G  | V  | N  | P  | GF | GS | DR  |
| ----- | ---- | --------------------- | -- | -- | -- | -- | -- | -- | -- | --- |
|       | 1.   | Bayern Monaco         | 82 | 34 | 25 | 7  | 2  | 89 | 22 | +67 |
|       | 2.   | RB Lipsia             | 67 | 34 | 20 | 7  | 7  | 66 | 39 | +27 |
|       | 3.   | Borussia Dortmund     | 64 | 34 | 18 | 10 | 6  | 72 | 40 | +32 |
|       | 4.   | Hoffenheim            | 62 | 34 | 16 | 14 | 4  | 64 | 37 | +27 |
|       | 5.   | Colonia               | 49 | 34 | 12 | 13 | 9  | 51 | 42 | +9  |
|       | 6.   | Hertha Berlino        | 49 | 34 | 15 | 4  | 15 | 43 | 47 | -4  |
| [ 2 ] | 7.   | Friburgo              | 48 | 34 | 14 | 6  | 14 | 42 | 60 | -18 |
|       | 8.   | Werder Brema          | 45 | 34 | 13 | 6  | 15 | 61 | 64 | -3  |
|       | 9.   | Borussia M'gladbach   | 45 | 34 | 12 | 9  | 13 | 45 | 49 | -4  |
|       | 10.  | Schalke 04            | 43 | 34 | 11 | 10 | 13 | 45 | 40 | +5  |
|       | 11.  | Eintracht Francoforte | 42 | 34 | 11 | 9  | 14 | 36 | 43 | -7  |
|       | 12.  | Bayer Leverkusen      | 41 | 34 | 11 | 8  | 15 | 53 | 55 | -2  |
|       | 13.  | Augusta               | 38 | 34 | 9  | 11 | 14 | 35 | 51 | -16 |
|       | 14.  | Amburgo               | 38 | 34 | 10 | 8  | 14 | 33 | 61 | -28 |
|       | 15.  | Magonza               | 37 | 34 | 10 | 7  | 17 | 44 | 55 | -11 |
|       | 16.  | Wolfsburg             | 37 | 34 | 10 | 7  | 17 | 34 | 52 | -18 |
|       | 17.  | Ingolstadt 04         | 32 | 34 | 8  | 8  | 18 | 36 | 57 | -21 |
|       | 18.  | Darmstadt             | 25 | 34 | 7  | 4  | 23 | 28 | 63 | -35 |

Legenda:
      Campione di Germania e ammessa alla Fase a gironi della UEFA Champions League 2017-2018
      Ammesse alla Fase a gironi della UEFA Champions League 2017-2018
      Ammessa agli spareggi (Percorso piazzate) della UEFA Champions League 2017-2018
      Ammesse alla Fase a gironi della UEFA Europa League 2017-2018
      Ammessa al terzo turno di qualificazione della UEFA Europa League 2017-2018
 Ammessa allo spareggio promozione-retrocessione contro la terza classificata della 2. Bundesliga 2016-2017
      Retrocesse in 2. Bundesliga 2017-2018
Note:
Tre punti a vittoria, uno a pareggio, zero a sconfitta.

### Squadra campione
| Formazione tipo | Giocatori (presenze)        |
| --- | --------------------------- |
| Neuer Lahm Martínez Hummels Alaba Thiago X.Alonso Müller Robben Lewandowski D.Costa | Manuel Neuer (26)           |
| Neuer Lahm Martínez Hummels Alaba Thiago X.Alonso Müller Robben Lewandowski D.Costa | Philipp Lahm (26)           |
| Neuer Lahm Martínez Hummels Alaba Thiago X.Alonso Müller Robben Lewandowski D.Costa | Mats Hummels (27)           |
| Neuer Lahm Martínez Hummels Alaba Thiago X.Alonso Müller Robben Lewandowski D.Costa | Javi Martínez (25)          |
| Neuer Lahm Martínez Hummels Alaba Thiago X.Alonso Müller Robben Lewandowski D.Costa | David Alaba (32)            |
| Neuer Lahm Martínez Hummels Alaba Thiago X.Alonso Müller Robben Lewandowski D.Costa | Thiago Alcántara (27)       |
| Neuer Lahm Martínez Hummels Alaba Thiago X.Alonso Müller Robben Lewandowski D.Costa | Xabi Alonso (27)            |
| Neuer Lahm Martínez Hummels Alaba Thiago X.Alonso Müller Robben Lewandowski D.Costa | Arjen Robben (26)           |
| Neuer Lahm Martínez Hummels Alaba Thiago X.Alonso Müller Robben Lewandowski D.Costa | Thomas Müller (29)          |
| Neuer Lahm Martínez Hummels Alaba Thiago X.Alonso Müller Robben Lewandowski D.Costa | Douglas Costa (23)          |
| Neuer Lahm Martínez Hummels Alaba Thiago X.Alonso Müller Robben Lewandowski D.Costa | Robert Lewandowski (33)     |
| Neuer Lahm Martínez Hummels Alaba Thiago X.Alonso Müller Robben Lewandowski D.Costa | Allenatore: Carlo Ancelotti |
| Altri giocatori: Joshua Kimmich (27), Arturo Vidal (27), Franck Ribéry (22), Rafinha (20), Kingsley Coman (19), Juan Bernat (18), Renato Sanches (17), Jérôme Boateng (13), Sven Ulreich (5), Tom Starke (3), Holger Badstuber (1). |                             |

## Risultati

### Tabellone
|                     | AMB  | AUG  | BLE  | BMO  | BOD  | BOM  | COL  | DRA  | EFR  | FRI  | HEB  | HOF  | ING  | MAI  | RBL  | SCH  | WBE  | WOL  |
| ------------------- | ---- | ---- | ---- | ---- | ---- | ---- | ---- | ---- | ---- | ---- | ---- | ---- | ---- | ---- | ---- | ---- | ---- | ---- |
| Amburgo             | –––– | 1-0  | 1-0  | 0-1  | 2-5  | 2-1  | 2-1  | 1-2  | 0-3  | 2-2  | 1-0  | 2-1  | 1-1  | 0-0  | 0-4  | 2-1  | 2-2  | 2-1  |
| Augusta             | 4-0  | –––– | 1-3  | 1-3  | 1-1  | 1-0  | 2-1  | 1-0  | 1-1  | 1-1  | 0-0  | 0-2  | 2-3  | 1-3  | 2-2  | 1-1  | 3-2  | 0-2  |
| Bayer Leverkusen    | 3-1  | 0-0  | –––– | 0-0  | 2-0  | 2-3  | 2-2  | 3-2  | 3-0  | 1-1  | 3-1  | 0-3  | 1-2  | 0-2  | 2-3  | 1-4  | 1-1  | 3-3  |
| Bayern Monaco       | 8-0  | 6-0  | 2-1  | –––– | 4-1  | 2-0  | 1-1  | 1-0  | 3-0  | 4-1  | 3-0  | 1-1  | 3-1  | 2-2  | 3-0  | 1-1  | 6-0  | 5-0  |
| Borussia Dortmund   | 3-0  | 1-1  | 6-2  | 1-0  | –––– | 4-1  | 0-0  | 6-0  | 3-1  | 3-1  | 1-1  | 2-1  | 1-0  | 2-1  | 1-0  | 0-0  | 4-3  | 3-0  |
| Borussia M'gladbach | 0-0  | 1-1  | 2-1  | 0-1  | 2-3  | –––– | 1-2  | 2-2  | 0-0  | 3-0  | 1-0  | 1-1  | 2-0  | 1-0  | 1-2  | 4-2  | 4-1  | 1-2  |
| Colonia             | 3-0  | 0-0  | 1-1  | 0-3  | 1-1  | 2-3  | –––– | 2-0  | 1-0  | 3-0  | 4-2  | 1-1  | 2-1  | 2-0  | 1-1  | 1-1  | 4-3  | 1-0  |
| Darmstadt           | 0-2  | 1-2  | 0-2  | 0-1  | 2-1  | 0-0  | 1-6  | –––– | 1-0  | 3-0  | 0-2  | 1-1  | 0-1  | 2-1  | 0-2  | 2-1  | 2-2  | 3-1  |
| E. Francoforte      | 0-0  | 3-1  | 2-1  | 2-2  | 2-1  | 0-0  | 1-0  | 2-0  | –––– | 1-2  | 3-3  | 0-0  | 0-2  | 3-0  | 2-2  | 1-0  | 2-2  | 0-2  |
| Friburgo            | 1-0  | 2-1  | 2-1  | 1-2  | 0-3  | 3-1  | 2-1  | 1-0  | 1-0  | –––– | 2-1  | 1-1  | 1-1  | 1-0  | 1-4  | 2-0  | 2-5  | 0-3  |
| Hertha Berlino      | 2-0  | 2-0  | 2-6  | 1-1  | 2-1  | 3-0  | 2-1  | 2-0  | 2-0  | 2-1  | –––– | 1-3  | 1-0  | 2-1  | 1-4  | 2-0  | 0-1  | 1-0  |
| Hoffenheim          | 2-2  | 0-0  | 1-0  | 1-0  | 2-2  | 5-3  | 4-0  | 2-0  | 1-0  | 2-1  | 1-0  | –––– | 5-2  | 4-0  | 2-2  | 2-1  | 1-1  | 0-0  |
| Ingolstadt          | 3-1  | 0-2  | 1-1  | 0-2  | 3-3  | 0-2  | 2-2  | 3-2  | 0-2  | 1-2  | 0-2  | 1-2  | –––– | 2-1  | 1-0  | 1-1  | 2-4  | 1-1  |
| Magonza             | 3-1  | 2-0  | 2-3  | 1-3  | 1-1  | 1-2  | 0-0  | 2-1  | 4-2  | 4-2  | 1-0  | 4-4  | 2-0  | –––– | 2-3  | 0-1  | 0-2  | 1-1  |
| RB Lipsia           | 0-3  | 2-1  | 1-0  | 4-5  | 1-0  | 1-1  | 3-1  | 4-0  | 3-0  | 4-0  | 2-0  | 2-1  | 0-0  | 3-1  | –––– | 2-1  | 3-1  | 0-1  |
| Schalke 04          | 1-1  | 3-0  | 0-1  | 0-2  | 1-1  | 4-0  | 1-3  | 3-1  | 0-1  | 1-1  | 2-0  | 1-1  | 1-0  | 3-0  | 1-1  | –––– | 3-1  | 4-1  |
| Werder Brema        | 2-1  | 1-2  | 2-1  | 1-2  | 1-2  | 0-1  | 1-1  | 2-0  | 1-2  | 1-3  | 2-0  | 3-5  | 2-1  | 1-2  | 3-0  | 3-0  | –––– | 2-1  |
| Wolfsburg           | 1-0  | 1-2  | 1-2  | 0-6  | 1-5  | 1-1  | 0-0  | 1-0  | 1-0  | 0-1  | 2-3  | 2-1  | 3-0  | 0-0  | 0-1  | 0-1  | 1-2  | –––– |

## Spareggio promozione-retrocessione
Allo spareggio sono ammesse la sedicesima classificata in Bundesliga e la terza classificata in 2. Fußball-Bundesliga.
|                 | Risultati |                 | Luogo e data                 |
| --------------- | --------- | --------------- | ---------------------------- |
| Wolfsburg       | 1-0       | E. Braunschweig | Wolfsburg, 25 maggio 2017    |
| E. Braunschweig | 0-1       | Wolfsburg       | Braunschweig, 29 maggio 2017 |
|                 |           |                 |                              |

## Statistiche

### Squadre

#### Capoliste solitarie
|    | —— | —— | ——            | ——            | ——            | ——            | ——            | ——            | ——  | ——        | ——        | ——        | ——  | ——  | ——            | ——            | ——            | ——            | ——            | ——            | ——            | ——            | ——            | ——            | ——            | ——            | ——            | ——            | ——            | ——            | ——            | ——            | ——            | —— |  |
|    |    |    | Bayern Monaco | Bayern Monaco | Bayern Monaco | Bayern Monaco | Bayern Monaco | Bayern Monaco |     | RB Lipsia | RB Lipsia | RB Lipsia |     |     | Bayern Monaco | Bayern Monaco | Bayern Monaco | Bayern Monaco | Bayern Monaco | Bayern Monaco | Bayern Monaco | Bayern Monaco | Bayern Monaco | Bayern Monaco | Bayern Monaco | Bayern Monaco | Bayern Monaco | Bayern Monaco | Bayern Monaco | Bayern Monaco | Bayern Monaco | Bayern Monaco | Bayern Monaco |    |  |
|    |    |    |               |               |               |               |               |               |     |           |           |           |     |     |               |               |               |               |               |               |               |               |               |               |               |               |               |               |               |               |               |               |               |    |  |
|    |    |    |               |               |               |               |               |               |     |           |           |           |     |     |               |               |               |               |               |               |               |               |               |               |               |               |               |               |               |               |               |               |               |    |  |
| 1ª | 2ª | 3ª | 4ª            | 5ª            | 6ª            | 7ª            | 8ª            | 9ª            | 10ª | 11ª       | 12ª       | 13ª       | 14ª | 15ª | 16ª           | 17ª           | 18ª           | 19ª           | 20ª           | 21ª           | 22ª           | 23ª           | 24ª           | 25ª           | 26ª           | 27ª           | 28ª           | 29ª           | 30ª           | 31ª           | 32ª           | 33ª           | 34ª           |    |  |

#### Classifica in divenire
|                     | 1ª | 2ª | 3ª | 4ª | 5ª | 6ª | 7ª | 8ª | 9ª | 10ª | 11ª | 12ª | 13ª | 14ª | 15ª | 16ª | 17ª | 18ª | 19ª | 20ª | 21ª | 22ª | 23ª | 24ª | 25ª | 26ª | 27ª | 28ª | 29ª | 30ª | 31ª | 32ª | 33ª | 34ª |
|                     |    |    |    |    |    |    |    |    |    |     |     |     |     |     |     |     |     |     |     |     |     |     |     |     |     |     |     |     |     |     |     |     |     |     |
| ------------------- | -- | -- | -- | -- | -- | -- | -- | -- | -- | --- | --- | --- | --- | --- | --- | --- | --- | --- | --- | --- | --- | --- | --- | --- | --- | --- | --- | --- | --- | --- | --- | --- | --- | --- |
| Amburgo             | 1  | 1  | 1  | 1  | 1  | 1  | 2  | 2  | 2  | 2   | 3   | 4   | 7   | 10  | 10  | 13  | 13  | 13  | 16  | 19  | 20  | 20  | 23  | 26  | 27  | 30  | 30  | 33  | 33  | 33  | 33  | 34  | 35  | 38  |
| Augusta             | 0  | 3  | 3  | 4  | 7  | 7  | 8  | 8  | 8  | 11  | 12  | 13  | 14  | 14  | 17  | 18  | 18  | 21  | 24  | 24  | 24  | 27  | 28  | 28  | 29  | 29  | 29  | 29  | 32  | 32  | 35  | 36  | 37  | 38  |
| Bayer Leverkusen    | 0  | 3  | 3  | 4  | 7  | 10 | 10 | 10 | 13 | 16  | 16  | 16  | 17  | 20  | 20  | 21  | 24  | 24  | 24  | 27  | 30  | 30  | 30  | 31  | 31  | 32  | 35  | 35  | 36  | 36  | 36  | 37  | 38  | 41  |
| Bayern Monaco       | 3  | 6  | 9  | 12 | 15 | 16 | 17 | 20 | 23 | 24  | 24  | 27  | 30  | 33  | 36  | 39  | 42  | 45  | 46  | 49  | 50  | 53  | 56  | 59  | 62  | 65  | 65  | 68  | 69  | 70  | 73  | 76  | 79  | 82  |
| Borussia Dortmund   | 3  | 3  | 6  | 9  | 12 | 12 | 13 | 14 | 15 | 18  | 21  | 21  | 24  | 25  | 26  | 27  | 30  | 31  | 34  | 34  | 37  | 40  | 43  | 43  | 46  | 47  | 50  | 50  | 53  | 56  | 57  | 60  | 61  | 64  |
| Borussia M'gladbach | 3  | 3  | 6  | 7  | 10 | 10 | 11 | 11 | 12 | 12  | 12  | 13  | 13  | 16  | 16  | 16  | 17  | 20  | 23  | 26  | 26  | 29  | 32  | 32  | 32  | 33  | 36  | 39  | 39  | 39  | 42  | 43  | 44  | 45  |
| Colonia             | 3  | 4  | 7  | 10 | 11 | 12 | 15 | 15 | 18 | 18  | 21  | 22  | 22  | 23  | 24  | 25  | 26  | 29  | 32  | 32  | 33  | 33  | 33  | 34  | 37  | 37  | 40  | 40  | 40  | 41  | 42  | 45  | 46  | 49  |
| Darmstadt           | 0  | 3  | 3  | 4  | 4  | 5  | 5  | 8  | 8  | 8   | 8   | 8   | 8   | 8   | 8   | 8   | 9   | 9   | 9   | 12  | 12  | 12  | 12  | 15  | 15  | 15  | 15  | 15  | 18  | 21  | 24  | 24  | 24  | 25  |
| E. Francoforte      | 3  | 3  | 6  | 9  | 10 | 10 | 11 | 14 | 15 | 18  | 21  | 24  | 25  | 26  | 26  | 29  | 29  | 32  | 35  | 35  | 35  | 35  | 35  | 35  | 36  | 37  | 37  | 38  | 38  | 41  | 41  | 41  | 41  | 42  |
| Friburgo            | 0  | 3  | 3  | 6  | 6  | 9  | 9  | 12 | 15 | 15  | 15  | 15  | 16  | 19  | 20  | 23  | 23  | 26  | 26  | 29  | 30  | 30  | 33  | 34  | 35  | 35  | 38  | 41  | 41  | 44  | 44  | 47  | 48  | 48  |
| Hertha Berlino      | 3  | 6  | 9  | 9  | 10 | 13 | 14 | 17 | 17 | 20  | 21  | 24  | 27  | 27  | 27  | 30  | 30  | 30  | 33  | 33  | 34  | 37  | 37  | 40  | 40  | 40  | 40  | 43  | 43  | 46  | 46  | 46  | 49  | 49  |
| Hoffenheim          | 1  | 2  | 3  | 4  | 7  | 10 | 13 | 16 | 19 | 20  | 21  | 22  | 25  | 26  | 27  | 28  | 31  | 31  | 34  | 34  | 37  | 38  | 41  | 42  | 45  | 48  | 51  | 51  | 54  | 55  | 58  | 58  | 61  | 62  |
| Ingolstadt 04       | 1  | 1  | 1  | 1  | 1  | 1  | 1  | 2  | 2  | 2   | 5   | 6   | 6   | 9   | 12  | 12  | 12  | 15  | 15  | 15  | 18  | 18  | 18  | 19  | 19  | 22  | 25  | 28  | 28  | 28  | 29  | 30  | 31  | 32  |
| RB Lipsia           | 1  | 4  | 7  | 8  | 9  | 12 | 15 | 18 | 21 | 24  | 27  | 30  | 33  | 33  | 36  | 36  | 39  | 42  | 42  | 42  | 45  | 48  | 49  | 49  | 49  | 52  | 55  | 58  | 61  | 62  | 63  | 66  | 66  | 67  |
| Magonza             | 0  | 1  | 4  | 7  | 7  | 8  | 11 | 11 | 14 | 14  | 17  | 17  | 17  | 17  | 20  | 20  | 21  | 22  | 22  | 25  | 25  | 28  | 29  | 29  | 29  | 29  | 29  | 29  | 32  | 33  | 33  | 34  | 37  | 37  |
| Schalke 04          | 0  | 0  | 0  | 0  | 0  | 3  | 4  | 7  | 8  | 11  | 14  | 17  | 17  | 17  | 18  | 18  | 21  | 21  | 22  | 25  | 26  | 27  | 27  | 30  | 33  | 34  | 34  | 37  | 37  | 38  | 41  | 41  | 42  | 43  |
| Werder Brema        | 0  | 0  | 0  | 0  | 3  | 4  | 7  | 7  | 7  | 7   | 7   | 8   | 11  | 14  | 15  | 16  | 16  | 16  | 16  | 16  | 19  | 22  | 25  | 26  | 29  | 32  | 35  | 36  | 39  | 42  | 45  | 45  | 45  | 45  |
| Wolfsburg           | 3  | 4  | 5  | 5  | 5  | 6  | 6  | 6  | 6  | 9   | 9   | 10  | 10  | 10  | 13  | 16  | 19  | 19  | 19  | 22  | 22  | 22  | 23  | 26  | 29  | 30  | 30  | 30  | 33  | 33  | 33  | 36  | 37  | 37  |

### Individuali

#### Classifica marcatori
Fonte
| Gol |  |  | Giocatore                 | Squadra             |
| --- |  |  | ------------------------- | ------------------- |
| 31  |  |  | Pierre-Emerick Aubameyang | Borussia Dortmund   |
| 30  |  |  | Robert Lewandowski        | Bayern Monaco       |
| 25  |  |  | Anthony Modeste           | Colonia             |
| 21  |  |  | Timo Werner               | RB Lipsia           |
| 16  |  |  | Mario Gómez               | Wolfsburg           |
| 15  |  |  | Andrej Kramarić           | Hoffenheim          |
| 15  |  |  | Max Kruse                 | Werder Brema        |
| 13  |  |  | Arjen Robben              | Bayern Monaco       |
| 12  |  |  | Vedad Ibišević            | Hertha Berlino      |
| 11  |  |  | Serge Gnabry              | Werder Brema        |
| 11  |  |  | Javier Hernández          | Bayer Leverkusen    |
| 11  |  |  | Florian Niederlechner     | Friburgo            |
| 11  |  |  | Lars Stindl               | Borussia M'gladbach |
| 11  |  |  | Sandro Wagner             | Hoffenheim          |